# محمية الريف الإسبانية

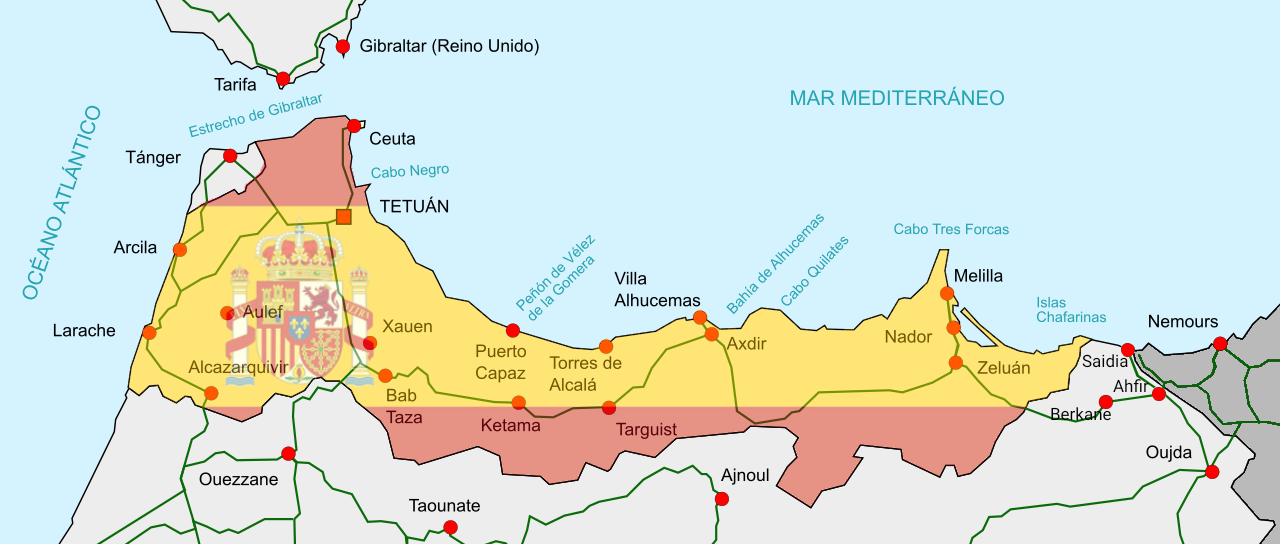
الريف الإسباني من 1912 إلى 1956

الريف الإسباني هو إقليم في شمال المغرب (الريف) خضع للحماية الإسبانية من عام 1912 إلى عام 1956. اعترفت إسبانيا بعودة سيادة المغرب على الريف في 7 أبريل 1956، بعد شهر من عودة السيادة على المغرب (حماية فرنسية)، في 2 مارس 1956.

## تاريخ

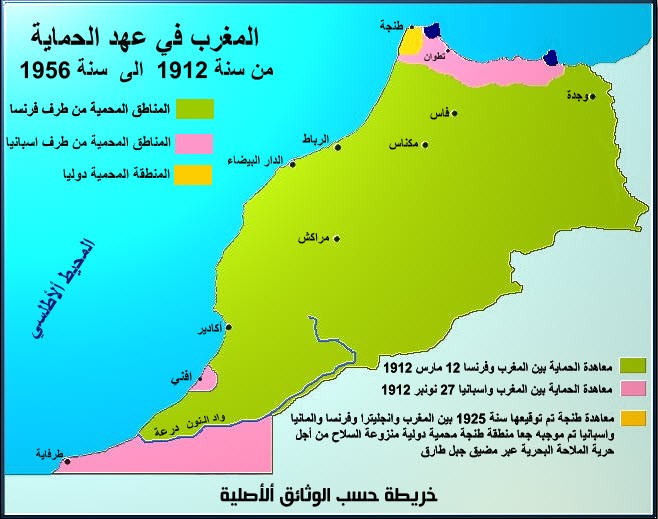
االمغرب في عهد الحماية الإسبانية والفرنسية (1912 - 1956)

- 30 مارس 1912، وقع السلطان المغربي عبد الحفيظ على معاهدة فاس مع فرنسا والتي تنازل بموجبها السلطان عبد الحفيظ عن سيادة المغرب لفرنسا، جاعلا المغرب تحت الحماية.[7][8]
- 27 نوفمبر 1912، اعترفت فرنسا بإقليم لإسبانيا في المنطقة الشمالية للمغرب، حيث أنشأت محمية إسبانية عاصمتها تطوان، بموجب المرسوم الملكي المؤرخ 27 فبراير 1913. وأقيمت الحدود بين المنطقتين الفرنسية والإسبانية شمال نهر واد ورغة.
- بين عام 1920 و1927، نشوب نزاع مسلح بين القوة الاستعمارية إسبانيا (انضمت إليها لاحقا فرنسا) وسكان قبائل جبال الريف بقيادة الأمير عبد الكريم الخطابي.
- 18 سبتمبر 1921، تأسيس جمهورية الريف تزعمها في تلك الفترة محمد عبد الكريم الخطابي وكانت مدينة أجدير مركزا لها، حُلَّت في 27 مايو 1926م.
- 17 يوليو 1936 بدأ التمرد العسكري الذي امتد إلى بقية المحمية في مليلية.
- 19 يوليو 1936 وصل الجنرال فرانكو إلى تطوان عن طريق الجو من جزر الكناري ليتولى قيادة جيش إفريقيا، وقد قضى وقتا في المغرب الذي كان مروره إلى هناك عاملاً رئيسياً في دعم التمرد وما تلاه من الحرب الأهلية.
- 14 يونيو 1940 استغل نظام فرانكو هزيمة فرنسا سنة 1940 واحتل طنجة، وكانت طنجة في ذلك الوقت محمية دولية، واحتج فرانكو أن الإيطاليين على وشك أن يغزوها.[9] وضمها إلى المغرب الإسباني في نوفمبر 1940. واستمر في احتلالها حتى نهاية الحرب العالمية الثانية سنة 1945.
- 7 أبريل 1956، اعترفت إسبانيا باستقلال المغرب وأعادت الإقليم المحتل للمغرب.